# Христофоровка (Ростовская область)
Христофо́ровка — село в Неклиновском районе Ростовской области.
Входит в состав Поляковского сельского поселения.

## Население
| 2010 |
| ---- |
| 392  |

## Улицы
| - ул. Октябрьская, - ул. Петровская, | - ул. Пушкина, - ул. Степная. |